# Wanted a Wife in a Hurry
Wanted a Wife in a Hurry è un cortometraggio muto del 1912. Il nome del regista non viene riportato nei crediti del film che, prodotto dalla Eclair American, aveva come interpreti Isaac Dillon, George Larkin, Lamar Johnstone, Mathilde Baring, Isabel Lamon, Muriel Ostriche, Guy Oliver.

## Trama
Fred Norton, un giovanotto spensierato che vive alle spalle della zia Mary, si accorge che questa comincia a irritarsi per il suo stile di vita un po' troppo superficiale e cerca di rabbonirla. Le scrive che ha messo la testa a posto e che si è addirittura sposato. La zia, messa in sospetto da questo improvviso cambiamento, decide di fargli un'improvvisata per controllare se il nipote dice il vero, annunciandogli una visita imminente. Spaventatissimo, Fred cerca freneticamente qualche ragazza che possa passare per essere sua moglie, senza trovarne nessuna disposta a prendere parte alla farsa. L'unico che si presta, è l'amico di Fred, Baxter, che depreda il guardaroba della moglie per potersi travestire da donna. Quando la signora Baxter torna casa, credendo di essere stata derubata, si reca alla polizia che, seguendo le tracce del supposto ladro, arresta tutti prima dell'arrivo della zia.

## Produzione
Il film fu prodotto dalla Eclair American.

## Distribuzione
Distribuito dalla Universal Film Manufacturing Company, il film uscì nelle sale cinematografiche degli Stati Uniti il 20 agosto 1912.